# Pseudotaeniolina convolvuli
Pseudotaeniolina convolvuli är en svampart som först beskrevs av Esfand., och fick sitt nu gällande namn av J.L. Crane & Schokn. 1986. Pseudotaeniolina convolvuli ingår i släktet Pseudotaeniolina, ordningen Capnodiales, klassen Dothideomycetes, divisionen sporsäcksvampar och riket svampar.   Inga underarter finns listade i Catalogue of Life.